# Valeriu Lucian Bologa

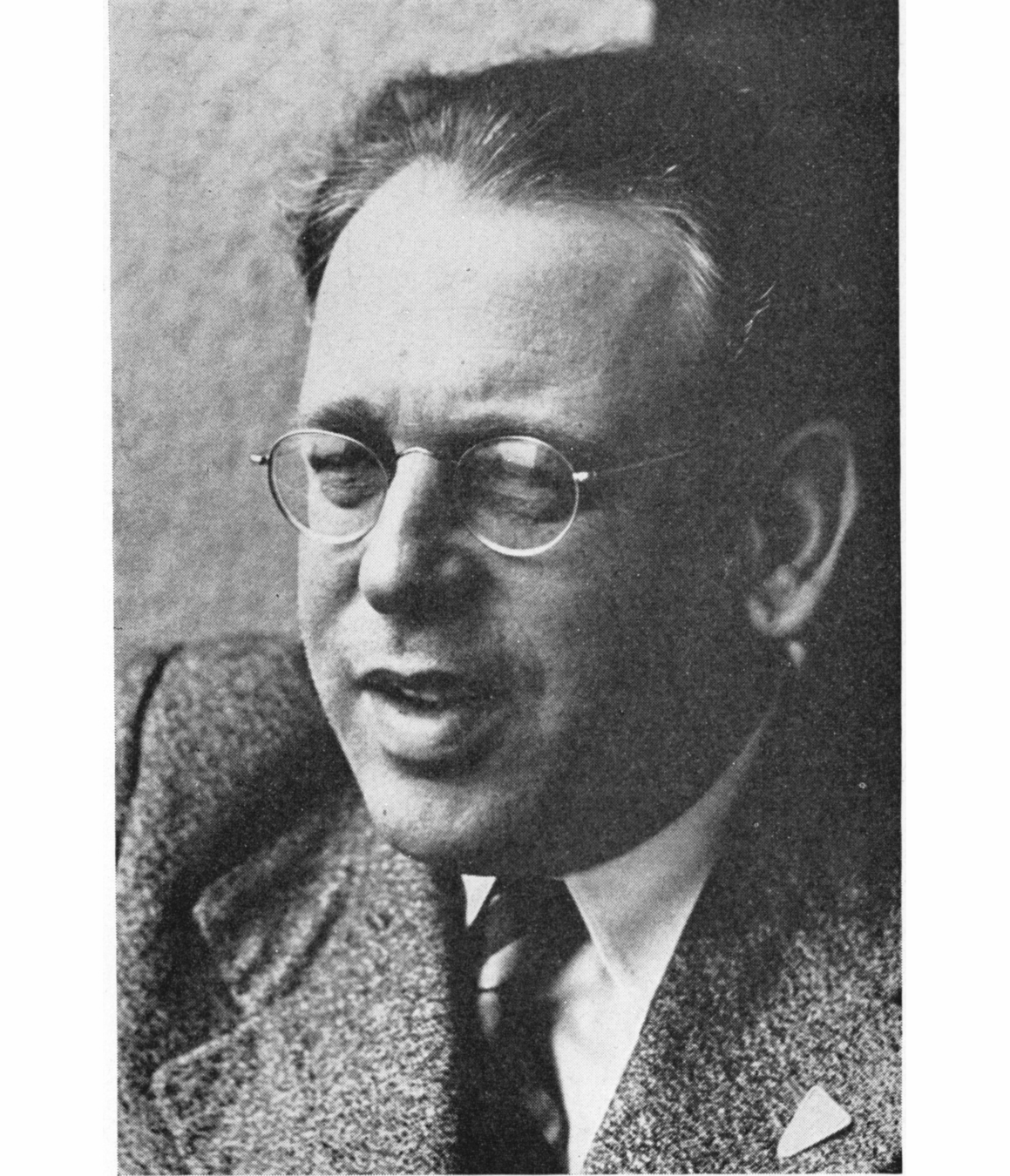
Valeriu Bologa 1938

Valeriu Lucian Bologa (* 26. November 1892 in Kronstadt; † 30. Oktober 1971 in Cluj) war ein Siebenbürger Arzt, Naturwissenschaftler, Medizinhistoriker und Präsident des Weltverbandes der Medizingeschichte.

## Leben
Valeriu Lucian Bologa wurde als Sohn des Filialleiters der Hermannstädter Bank „Albina“ in Kronstadt, Valeriu P. Bologa (1853–1899), geboren. Der Vater verstarb, als Valeriu Lucian Bologa sechs Jahre alt war. Bologa besuchte die deutsche Grundschule und die erste Klasse des Honterus–Gymnasiums in Kronstadt. Anschließend ging er mit seiner Mutter nach Paris und Wien. 1908 kehrte Bologa nach Kronstadt zurück und wurde Schüler am ungarischen Gymnasium sowie anschließend am rumänischen Andrei-Șaguna–Lyzeum. 1911 legte Bologa die Reifeprüfung ab. Danach studierte er Medizin in Jena unter anderem bei Ernst Haeckel. Zu Beginn des Ersten Weltkriegs begann Bologa sein Medizinstudium in Jena. Er wurde aber bereits im September 1914 zum Militär eingezogen. In dienstfreien Wochen setzte er sein Medizinstudium fort. Nach Kriegsende zog Bologa nach Klausenburg und wurde Präparator am Histologischen Institut der medizinischen Hochschule. Am 20. Dezember 1923 promovierte Bologa zum Doktor der Medizin. Bei Aufenthalten in seiner Heimatstadt Kronstadt widmete sich Bologa der Medizingeschichte und las die Arbeiten des Klausenburger Medizinhistorikers Eduard Gusbeth. Bologas Habilitationsschrift im Jahr 1927 trug den Titel „Beiträge zur Medizingeschichte Siebenbürgens.“ Er wurde Ordinarius für Medizingeschichte der Universität in Klausenburg. Mehrfach erhielt Bologa Einladungen nach Kronstadt und referierte dort 1934 im Kulturverein über den „Beitrag Kronstadts in der Entwicklung der rumänischen Medizin“ sowie zum Thema „Die Anfänge der medizinischen Wissenschaften bei den Rumänen“. Vor deutschen Ärzten der Stadt hielt er 1934 den Vortrag „Die Geschichte der Medizin und die Geschichte der Wissenschaften“. Zwischen 1949 und 1971 war Bologa Präsident des Weltverbandes der Medizingeschichte. Er befasste sich auch mit der Geschichte der Syphilis. 1957 veranstaltete die Sektion Medizingeschichte der „Kronstädter Filiale der Union medizinischer Verbände Rumäniens“ eine dem breiten Publikum zugedachten Zyklus von neun Vorträgen. Bologa eröffnete diese Reihe  mit dem Referat „Zauberer und Wunderheiler aller Zeiten.“ Am 15. Juli 1971 hielt Bologa seinen letzten Vortrag in Kronstadt über „die Anfänge der rumänischen medizinischen Schule in Klausenburg.“ Er verstarb wenige Monate später in Cluj.
Sein besonderes Interesse galt dem Siebenbürger Ophthalmologen und Schriftsteller Ioan Piuariu-Molnar (1749–1815).

## Veröffentlichungen (Auswahl)
- Ernst Haeckel, in: Gazeta Transilvaniei, 14. März 1914, zum 80. Geburtstag von Ernst Haeckel.
- Beiträge zur Medizingeschichte Siebenbürgens, Habilitationsschrift 1927.
- Contribuțiuni la istoria medicinei di Ardeal. Cluj 1927.
- Inceputurile literaturii balneologice ardelene, in: Darea de Seamă asupra Adunării Generale extraordinare a Societăţii de Hidrologie şi Climatologie medicale din România, Inst. de Balneologie, Cluj 1934, S. 5–10.
- Universitas litterarum und Wissenschaftsgeschichte mit besonderer Berücksichtigung der Verhältnisse in Rumänien, Ebering Berlin 1935.
- Ärzte und Gesundheitspflege bei den Siebenbürger Sachsen im 18. und zu Beginn des 19. Jahrhunderts, Verlag der Akademie der Rumänischen Volksrepublik, Bukarest 1964.
- Gerhard Freiherr van Swieten, Rede über die Gesundheit der Greise (Wien 1778), ins Deutsche übertragen und biographisch eingeleitet von Hugo Glaser, mit Erklärungen von Johannes Haußleiter, Leipzig Barth 1964, Sudhoffs Klassiker der Medizin.
- Heinrich A. Gins, Krankheit wider den Tod, Schicksal der Pockenschutzimpfung, in: Deutsche Litteraturzeitung für Kritik der internationalen Wissenschaft, Akademie Verlag Berlin, Jg. 86 (1965), H. 1, Sp. 63–65.
- Heinrich Schipperges, lebendige Heilkunde, von großen Ärzten und Philosophen aus drei Jahrtausenden, Walter Freiburg/B. 1962, in: Deutsche Litteraturzeitung für Kritik der internationalen Wissenschaft,Akademie Verlag Berlin, Jg. 86 (1965), H. 8–9, Sp. 807–809.
- Karl Eduard Rothschuh, Prinzipien der Medizin, ein Wegweiser durch die Medizin, Urban & Schwarzenberg München, Berlin 1965, in: Deutsche Litteraturzeitung für Kritik der internationalen Wissenschaft, Akad. Verlag Berlin, Jg. 88 (1967) H. 11, Sp 1026–1030.
- mit Manna Copony: Rudolf Virchow als Gast im Haus meines Großvaters, Medizinhistorisches Journal, 5 (1970), S. 299–303.

## Ehrung
- Aus Anlass seines 70. und seines 75. Geburtstags widmeten die Medizinhistoriker Kronstadts Bologa zwei Bände mit 14 beziehungsweise 10 Arbeiten, die bislang nicht veröffentlichte Beiträge zur Geschichte der Medizin umfassten.